# Seth Ablade
Seth Ablade (ur. 30 kwietnia 1983 w Teshie) – ghański piłkarz występujący na pozycji pomocnika, trener piłkarski.

## Kariera klubowa
Grę w piłkę nożną rozpoczął w szkółce piłkarskiej Accra Angels Soccer Academy z Akry. Następnie trenował w zespole Great Redeemers FC, skąd w wieku 16 lat przeniósł się do austriackiego FC Kärnten. Po rozegraniu przez niego 3 spotkań w 2. Lidze został przed sezonem 2000/01 wypożyczony na 2 lata do SVG Bleiburg, grającego w Regionallidze (III poziom rozgrywkowy). W marcu 2003 roku wypożyczono go do Polonii Warszawa prowadzonej przez Krzysztofa Chrobaka. 4 maja 2003 zadebiutował w I lidze w przegranym 0:1 meczu z Legią Warszawa, w którym wszedł na boisko w 70. minucie za Pawła Buśkiewicza. Ogółem w rundzie wiosennej sezonu 2002/03 zaliczył on 4 ligowe występy, nie zdobył w nich żadnej bramki.

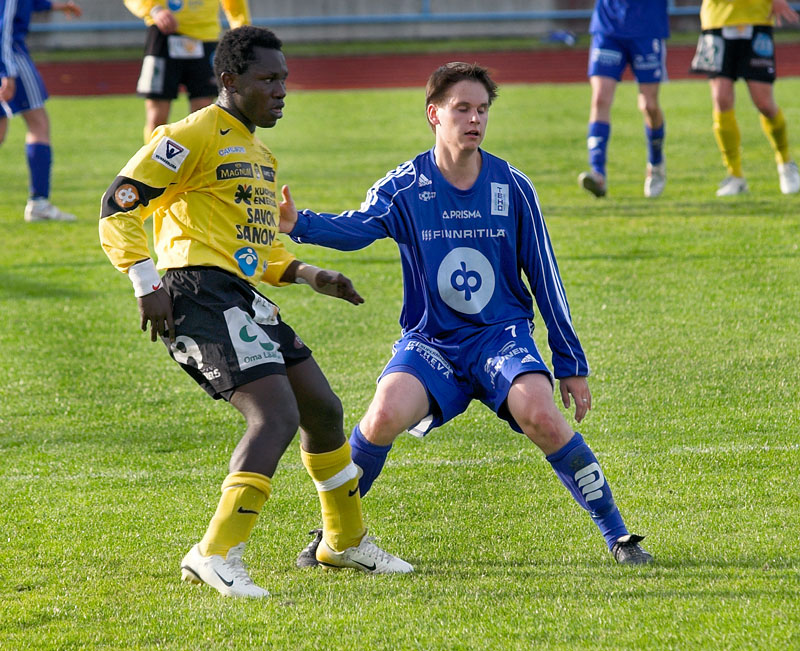
Seth Ablade w barwach Kuopion Palloseura (2006)

W sierpniu 2003 roku, po wygaśnięciu trzymiesięcznej umowy, przeniósł się na zasadzie transferu definitywnego do albańskiego klubu KS Elbasani. 23 sierpnia zadebiutował w Kategoria Superiore w wygranym 2:1 spotkaniu z Flamurtari FC. W sezonie 2003/04 rozegrał łącznie 19 meczów i strzelił 4 gole. W połowie 2004 roku przeniósł się do AC Oulu, gdzie na poziomie Ykkönen rozegrał 10 spotkań i zdobył 6 bramek. Przed sezonem 2005 podpisał dwuletni kontrakt z Kuopion Palloseura, co spowodowało spór z władzami AC Oulu, które twierdziły, że jest on wciąż zawodnikiem tego klubu. Konflikt został rozstrzygnięty przez sąd na jego korzyść. W barwach KuPs Ablade zadebiutował w Veikkausliidze (łącznie 37 występów i	6 goli) i zdobył w 2006 roku Puchar Ligi. W połowie 2006 roku opuścił zespół i odbył testy w Dnipro Dniepropetrowsk (Wyszcza Liha), które nie zdecydowało się go zatrudnić.
W latach 2007–2008 Ablade był graczem trzecioligowego Oulun Palloseura. W 2009 roku odszedł do zespołu rezerw Vaasan Palloseura – VPS-Juniorit, gdzie grał przez 3 sezony. W latach 2012–2014 nie grał w piłkę nożną na zawodowym poziomie. Wiosną 2014 roku zaliczył 4 spotkania w barwach Oulun Palloseura, po czym zakończył karierę zawodniczą.

## Kariera reprezentacyjna
Występował w reprezentacji Ghany U-17, z którą w 1999 roku wywalczył mistrzostwo Afryki. W listopadzie 1999 zagrał na Mistrzostwach Świata U-17 rozgrywanych w Nowej Zelandii, gdzie jego zespół wywalczył trzecie miejsce, pokonując w meczu o brąz Stany Zjednoczone. Na turnieju tym zagrał on w spotkaniu grupowym przeciwko Hiszpanii (1:1). Z kadrą U-21 wywalczył awans do Mistrzostw Świata 2001 rozegranych w Argentynie, jednak nie wystąpił na nich z powodu kontuzji.

## Kariera trenerska
Po zakończeniu kariery piłkarskiej pozostał w Finlandii i zajął się szkoleniem młodych piłkarzy. W 2012 roku ufundował z pomocą FIFA w rodzinnym Teshie szkółkę piłkarską pod nazwą Teshie Football Academy. W latach 2010–2014 szkolił grupy młodzieżowe Vaasan Palloseura (2010–2013) oraz Oulun Palloseura (2013–2014). W styczniu 2016 roku rozpoczął pracę jako trener młodzieży w FC Jazz. W listopadzie 2018 roku został zatrudniony na stanowisku pierwszego trenera.

## Życie prywatne
Posiada paszport ghański oraz fiński. Jego syn Terry (ur. 2001) jest młodzieżowym reprezentantem Finlandii w piłce nożnej.

## Sukcesy
Ghana U-17
- mistrzostwo Afryki: 1999
- brązowy medal Mistrzostw Świata: 1999

Kuopion Palloseura
- Puchar Ligi: 2006